# Cophocerotis jaspeata
Cophocerotis jaspeata là một loài bướm đêm trong họ Geometridae.